# Cosme Rivera
Cosme Rivera (Huatabampo, 19 luglio 1976) è un pugile messicano.
Soprannominato Chino, è stato campione WBF dei welters